# Creative Space
Creative Space is het tweede album van de band Dali's Llama.
Het nummer "Listen" is gebruikt in de film I'm Not Like That No More uit 2009.

## Tracklist
| Nr. | Titel                    | Duur |
| --- | ------------------------ | ---- |
| 1   | Hermit's Dream           | 2:03 |
| 2   | In General               | 3:59 |
| 3   | Creative Space           | 2:52 |
| 4   | T.V.                     | 3:20 |
| 5   | Sleeping                 | 5:12 |
| 6   | Eventually Better        | 3:08 |
| 7   | Old Money                | 3:12 |
| 8   | Listen                   | 1:45 |
| 9   | On It                    | 2:17 |
| 10  | Holiday In June          | 2:52 |
| 11  | N.O.R. (Notes On Retail) | 4:16 |
| 12  | Go                       | 1:35 |

## Bandleden
- Johnnie Moreno - drum
- Erica Faber - basgitaar, ontwerp cd
- Zach Huskey - gitaar, keyboard en zang